# Златоклас
Златокла́с (болг. Златоклас) — село в Силістринській області Болгарії. Входить до складу общини Дулово.

## Населення
За даними перепису населення 2011 року у селі проживали 635 осіб.
Національний склад населення села:
| Національність   | Кількість осіб | Відсоток |
| ---------------- | -------------- | -------- |
| турки            | 443            | 75,5%    |
| цигани           | 124            | 21,1%    |
| болгари          | 18             | 3,1%     |
| Всього відповіли | 587            |          |

Розподіл населення за віком у 2011 році:
Динаміка населення: